# 가용성
가용성(可用性, 영어: availability)이란 서버와 네트워크, 프로그램 등의 정보 시스템이 정상적으로 사용 가능한 정도를 말한다. 가동률과 비슷한 의미이다. 가용성을 수식으로 표현할 경우, 가용성(Availability)이란 정상적인 사용 시간(Uptime)을 전체 사용 시간(Uptime+Downtime)으로 나눈 값을 말한다. 이 값이 높을수록 "가용성이 높다"고 표현한다. 가용성이 높은 것을 고가용성(HA, High Availability)이라고 한다.
{\displaystyle Availability={\frac {E[\mathrm {Uptime} ]}{E[\mathrm {Uptime} ]+E[\mathrm {Downtime} ]}}}

## 같이 보기
- 고가용성